# 異鱗狼牙脂鯉
異鱗狼牙脂鯉（学名：Acestrorhynchus heterolepis）為輻鰭魚綱脂鯉目脂鯉亞目狼牙脂鯉科的其中一個種，分布於南美洲亞馬遜河、奧里諾科河及黑河流域，體長可達32.1公分，棲息在水質清澈河川底中層水域，以其他魚類為食，生活習性不明。